# یاکدین کالج (کارولینای شمالی)
یاکدین کالج (به انگلیسی: Yadkin College) یک منطقهٔ مسکونی در ایالات متحده آمریکا است که در شهرستان دیویدسن، کارولینای شمالی واقع شده‌است.